# Post-partum
Pour les articles homonymes, voir Post-partum (homonymie).
 (janvier 2014).

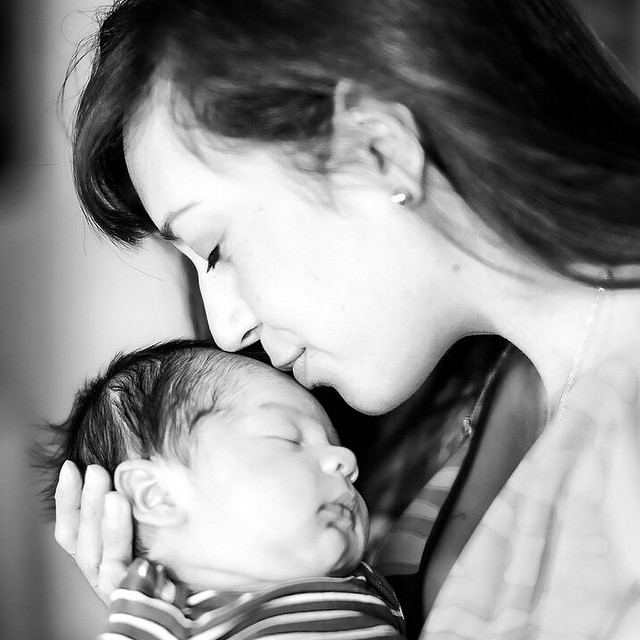
L'amour d'une mère.

La période du post-partum (ou puerpéralité ou suite de couches) s'étend de la fin de l'accouchement jusqu'au retour de couches, c’est-à-dire les premières règles après la grossesse. C'est une période de nouveaux bouleversements d'abord physiques avec la perte brutale des repères physiologiques et anatomiques liés à la grossesse. Mais il s'agit également d'une période de remaniements psychiques et familiaux (période clef pour la mise en place de la relation mère-enfant, de la découverte du nouveau-né, de mutations familiales, etc.). Le post-partum est donc une période à risque de difficultés, parfois de complications, liées aux bouleversements de tous les repères d'une femme en particulier lorsqu'il s'agit d'un premier enfant, et qui mérite pour ces raisons un suivi et une attention particulière.
On distingue deux périodes au sein du post-partum : le post-partum immédiat et les suites de couches.
Post-partum vient du latin post (« après, derrière ») et partus (« mise bas »).

## Physiologie du post-partum
Dans le post-partum immédiat, l'utérus diminue rapidement de taille en gardant sa tonicité. Juste après l'accouchement, sa limite supérieure est située en regard de l'ombilic, il mesure de 20 à 30 cm. Une semaine après, il peut être palpé entre l'ombilic et le pubis.
La filière vaginale et le périnée reprennent leur forme et leur tonicité. Les éventuelles plaies du col de l'utérus, du vagin et du périnée (l'épisiotomie) cicatrisent.
Des pertes vaginales sanguinolentes spécifiques, d'origine utérine, appelés « lochies », diminuent progressivement en 2 à 4 semaines.
Les seins sécrètent, dans les deux ou trois premiers jours, du colostrum en faible quantité (30 ml le premier jour). Le colostrum est riche en eau, en protéines (immunoglobulines) et en cellules immunitaires, mais pauvre en aliments nutritifs (peu de matières grasses). La mise au sein précoce (absorption de colostrum) parait bénéfique à l'enfant en favorisant la relation mère-enfant, l'immunité et une montée de lait plus précoce.
La montée laiteuse a lieu au 2e ou 3e jour après l'accouchement. Elle peut s'accompagner de petits troubles transitoires, comme l'engorgement. Le lait maternel devient de plus en plus nutritif par une plus grande teneur en matière grasse. Si la femme n'allaite pas, la sécrétion lactée s'arrête d'elle-même en une ou deux semaines. L'utilisation de médicaments inhibant la lactation doit être réservée aux situations de contre-indication médicale à l'allaitement maternel.
Les modifications biologiques acquises durant la grossesse régressent : hyperleucocytose, troubles de la coagulation (qui peuvent persister jusqu'à un mois), bilan lipidique, glycosurie (présence de glucose dans l'urine).
Le bouleversement hormonal, familial, corporel lié à la naissance peuvent entrainer des modifications psychiques (dont un état de plus grande fragilité).
Le retour de couches apparaît après un à cinq mois. En cas d'allaitement complet, l'aménorrhée de lactation le retarde et s'accompagne d'une période d'infécondité.

## Psychologie du post-partum
Le post-partum représente la découverte, première ou renouvelée, de la maternité. C'est une période charnière de la relation mère-enfant.
Le bouleversement hormonal, familial, corporel lié à la naissance peuvent entraîner des modifications psychiques (dont un état de plus grande fragilité). La réappropriation du corps et la reprise des activités sexuelles peuvent se faire en quelques semaines, ou prendre plus de temps.
Les troubles mentaux du post-partum peuvent toucher aussi bien les mères que les pères et ne sont pas rares,. Un dépistage précoce et un traitement adéquat sont nécessaires. Environ 70 à 80 % des femmes éprouveront un sentiment de déprime pendant quelques jours après l'accouchement. Entre 10 et 20 % peuvent souffrir de dépression clinique, avec un risque plus élevé chez les femmes ayant des antécédents de dépression post-partum, de dépression clinique, d'anxiété ou d'autres troubles de l'humeur,. La prévalence de l'ESPT après un travail normal (à l'exclusion d'une mortinaissance ou de complications graves) est estimée entre 2,8 % et 5,6 % six semaines après l'accouchement.
D'après une étude basée sur les données de la cohorte Elfe, la part des pères souffrant de dépressions dans les deux premiers mois après la naissance de leur enfant serait de l'ordre de 4 à 8 %, selon qu'ils prennent leur congé parental ou pas,.

## Post-partum immédiat

### Définition
Les suites de couches immédiates correspondent à la période de deux heures suivant l'expulsion du placenta et des membranes, appelée la délivrance. Il s'agit d'une période de hauts risques maternels et néonataux. C'est la raison pour laquelle la surveillance est effectuée en salle de naissances.
Pour d'autres auteurs, le post-partum immédiat correspond au temps de séjour en maternité (3 à 7 jours, voire 10 jours pour les auteurs les plus anciens).

### Surveillance
La délivrance est la phase la plus à risque d'hémorragie. Elle impose une surveillance maternelle rigoureuse et permanente : cardiovasculaire (pouls, pression artérielle), utérine (vérification du globe utérin), et évaluation des pertes sanguines.
Les régions périnéales, du vagin et du col sont examinées à la recherche de déchirures potentiellement à suturer. En cas d'accouchement sous anesthésie péridurale, la récupération motrice des membres inférieurs est aussi à surveiller.
L'interaction mère-enfant est évaluée, avec mise au sein précoce si l'accouchée souhaite allaiter.

### Complications
Le principal risque maternel est celui de l'hémorragie de la délivrance. Elle est définie par une perte sanguine supérieure à 500 ml pendant les 24 premières heures suivant l'accouchement. Elle représente une limite choisie à partir de laquelle on estime que la tolérance maternelle, c'est-à-dire le bien-être/la capacité à supporter cette perte sanguine, est altérée. À partir d'un litre de perte, on parle d'hémorragie sévère où le pronostic vital est engagé.
La douleur est une complication possible qui peut concerner une plaie (épisiotomie, cicatrice de césarienne, une déchirure...), le périnée qui s'est beaucoup distendu, le dos (après être restée allongée pour une durée relativement longue), les jambes (car peuvent être restées longtemps en hauteur sur les étriers) et également des contractions utérines permettant à l'utérus de retrouver sa taille normale, appelées « tranchée ».

## Suites de couches

### Complications des suites de couches

#### À l'hôpital
La durée d'un séjour standard est définie par l'HAS comme étant de 72 à 96 h après un accouchement par voie basse et de 96 à 120 h après une césarienne. Si cette durée est plus courte, on parle alors de sortie précoce.
Le suivi de la mère et du nouveau-né se fait habituellement par des sages-femmes et des auxiliaires de puériculture.
Sur le plan maternel, la surveillance reposera essentiellement sur la prévention des risques hémorragique, infectieux et thromboembolique. Une surveillance tensionnelle ainsi qu'une prise en charge des douleurs sont également recommandées. L'accompagnement à l'allaitement maternel, si tel est le choix de la mère, est également central pendant le séjour en maternité.
Sur le plan néonatal, la surveillance concernera essentiellement l'alimentation (prévention de la déshydratation), le risque d'ictère, et le risque infectieux. Le comportement de l'enfant sera également évalué (tonus, éveil) ainsi que le lien mère-enfant. Un examen pédiatrique doit être réalisé dans les 2 heures suivant la naissance par une sage-femme ou un pédiatre. Un deuxième examen par le pédiatre est recommandé avant la sortie et après 48 h de vie.

#### Après sortie de l'hôpital
Une visite médicale est recommandée chez le pédiatre ou un médecin habilité 15 jours après la naissance.
Une pesée par semaine à la PMI pour savoir si le nouveau-né prend bien du poids jusqu'à la visite des 1 mois.
Certaines sociétés s'occupent des femmes post-partum, comme les Igbo qui pratiquement l'ọmụgwọ.

## Difficultés, pathologies
Des difficultés et pathologies peuvent suivre l'accouchement :
- Un syndrome dépressif transitoire, contemporain de la montée laiteuse, est très fréquent : c'est le «baby blues». Il concerne jusqu'à 70 % des femmes[18], son évolution est presque toujours favorable en quelques jours.
- La dépression post-partum (DPP) serait dépendamment du contexte, la résultante d'une grossesse non désirée, une hospitalisation néonatale, des anomalies congénitales, des antécédents de dépression post-partum, des antécédents d'épisode de dépression au cours de la vie, des événements stressants pendant la grossesse et expérience de violence domestique pendant la grossesse[19]. Le principal instrument de dépistage est l'échelle de dépression post-natale d’Édimbourg (EPDS)[20].
- Psychoses périnatales
- Infections du post-partum, voir Fièvre puerpérale
- Hémorragie de la délivrance